# Landes-le-Gaulois
Landes-le-Gaulois là một xã thuộc tỉnh Loir-et-Cher trong vùng Centre-Val de Loire miền trung nước Pháp.